# 7½
7½ was een beoogd studioalbum van de Amerikaanse muziekgroep Phideaux. De laatste jaren speelde de band conceptalbums vol en ze vonden de tijd rijp om als opvolger van Number Seven te komen met een verzamelalbum met allerlei los materiaal, dat in de loop der jaren was opgenomen voor andere, maar niet op een Phideaux-album was verschenen. Onder andere 'Tempest of Mutiny', 'Strange Cloud' (van Purgatorio op Musea Records) , 'Out of the Angry Planet' en 'Have No Fear' (overgebleven van nr. 7) waren gepland op het album. Ook 'Star of Light' zou op 7½ verschijnen, maar aan dat nummer moest nog behoorlijk gesleuteld worden. Dat sleutelen leverde zoveel nieuwe ideeën op dat het nummer uitgroeide tot een song dat een album kan vullen: Snowtorch, waarin 'Star of Light' is opgenomen. 7½ verviel daarmee. Plannen om overgebleven opnamen uit te geven gaan even in de koelkast, maar ze zullen (ooit) komen, aldus Phideaux. 
In september 2010 verscheen Tempest of Mutiny op Itunes, andere muziek was te downloaden via de site van Phideaux; er was toen nog geen melding van Snowtorch.